# تپه کولی یونجا
تپه کولی یونجا مربوط به عصر آهن - دوره هخامنشی است و در شهرستان ماهنشان، بخش انگوران، دهستان انگوران، ۱ کیلومتری شمال روستای یوسف آباد واقع شده و این اثر در تاریخ ۲۷ بهمن ۱۳۸۷ با شمارهٔ ثبت ۲۴۵۷۵ به‌عنوان یکی از آثار ملی ایران به ثبت رسیده است.